# Vice News
Vice News es un canal de noticias digital de izquierda dirigido a un público joven y global emitiendo desde todo el mundo. Con su versión en inglés lanzada en diciembre de 2013, constituye una de las plataformas de VICE Media. 
Hoy presente en 36 países y con una amplia red de colaboradores, VICE News pretende dar a conocer historias de todo el planeta a las que no se dedica tanta cobertura y atención mediática, utilizando un estilo narrativo inmersivo y técnicas pioneras de periodismo, como el streaming en directo, la primera emisión en realidad virtual y una innovadora colaboración con Skype. VICE News ofrece contenido exhaustivo en formato de vídeo y editorial, como la cobertura de reportajes internacionales, seguimiento permanente de la máxima actualidad, documentales de corta y de larga duración, presencia en YouTube Vine e Instagram y streaming en directo desde algunos de los eventos noticiables más acuciantes de nuestro tiempo.

## Contexto
En diciembre de 2013 VICE Media expandió la plataforma de noticias internacional en una plataforma independiente dedicada a noticias exclusivamente y creó VICE News. VICE Media invirtió 50 millones de dólares en este proyecto de noticias, actualmente presente en 36 países en todo el mundo y elogiado por su cobertura de reportajes y noticias internacionales. VICE News se dirige a una generación de jóvenes conectados, los llamados Millennials o Generación Y.

## Historia
Antes de la creación de VICE News, VICE publicó documentales y reportajes informativos de todo el mundo a través de su canal de YouTube, retransmitiendo también otro tipo de programación. VICE había publicado anteriormente reportajes sobre varias historias y conflictos en diferentes puntos del globo, entre ellos el crimen en Venezuela, el conflicto entre Israel y Palestina, las protestas en Turquía, el régimen Norcoreano, la Guerra Civil Siria, y mucho más mediante su canal de YouTube y su sitio web. Tras el lanzamiento de VICE News como una plataforma independiente, sus reportajes han crecido exponencialmente abarcando cobertura mundial con vídeos subidos a su propio canal de YouTube, y artículos diarios en su sitio web desde entonces.
En agosto de 2013, Twenty-First Century Fox, filial del conglomerado News Corporation de Rupert Murdoch, invirtió 70 millones de dólares (61 millones de euros) en VICE Media (de la cual forma parte VICE News), lo que representa un 5 por ciento de las acciones de VICE.
El 29 de agosto de 2014, A&E Networks — una iniciativa conjunta entre Hearst Corporation y The Walt Disney Company, anunció que adquiriría una participación minoritaria del 10 por ciento en VICE Media, empresa matriz de VICE News, por 250 millones de dólares (220 millones de euros).
VICE News lanzó su versión oficial en francés en noviembre de 2014, y la versión en español en abril de 2015. 
La versión hispana de VICE News está dirigida por el argentino Andrés Reymondes.

## Reporteros
VICE News cuenta con más de 100 miembros entre sus equipos de reporteros y redacción en sus 36 oficinas en todo el mundo, entre ellas Nueva York, Londres, Berlín, Ciudad de México, São Paulo, Los Ángeles, Estambul, Moscú, Beijing y Kabul. El 21 de abril, el reportero de VICE News Simon Ostrovsky fue secuestrado por las milicias prorrusas y retenido como rehén durante tres días mientras cubría el conflicto ucraniano, hasta que fue liberado en Sloviansk. A finales de agosto del 2015, autoridades turcas detuvieron a los periodistas británicos Jake Hanrahan y Philip Pendlebury, y al periodista y fixer iraquí Ismael Rasool, en la ciudad de Diyarbakir, en el sureste de Turquía, acusados de colaboración con una organización terrorista. Los británicos fueron puestos en libertad a los pocos días. El iraquí continúa detenido.

## Programación y contenido
Desde su lanzamiento, VICE News ha cubierto importantes eventos noticiables alrededor del mundo. Cada día publica una cápsula de noticias llamada “News Beyond the Headlines” (historias que se esconden detrás de los titulares), proporcionando una breve cobertura de cuatro historias diarias relevantes que no han recibido necesariamente suficiente atención por parte de los medios tradicionales. Además publica artículos diarios en su sitio web acerca de una variedad de historias, cubriendo una amplia gama de eventos noticiables que están al orden del día, todo ello manteniendo las conexiones de VICE News en el terreno como principal elemento en la página principal de su sitio web, mostrando conexiones en directo desde todo el mundo. Cuenta con series documentales de destacada importancia realizadas en el pasado y de producción actual. 
- La Ruleta Rusa: Serie presentada por Simon Ostrovsky, sobre la invasión de Ucrania, que comenzó en Crimea y se encuentra ahora en el Este de Ucrania. Se han publicado más de 100 dispatches hasta el 31 de marzo de 2015 y actualmente continúa produciéndose.
- La batalla por Irak: cobertura de la insurgente posguerra en Irak.
- Misiles y venganza: Cobertura del conflicto entre Israel y Palestina a mediados de 2014.
- La guerra olvidada del Sahara: Cobertura del conflicto del Sáhara Occidental.
- Los intérpretes afganos: Cubriendo la lucha de los intérpretes afganos que trabajan para el ejército de Estados Unidos para la obtención de visados.
- Asesinatos, caos y meditación (Murder, mayhem, and meditation): Cubriendo la crisis carcelaria en la prisión estatal del Valle de Salinas.
- Contra A Copa: Cubriendo las protestas contra el Mundial de Brasil.
- El Levantamiento de Venezuela: Cubriendo las protestas contra el Gobierno de Venezuela.
- Cubriendo la expansión de Estado Islámico con acceso exclusivo desde el interior de sus filas.
- En vivo desde Ferguson: Cubriendo en vivo las protestas en Ferguson (Misuri) desde ambos lados de las mismas.
- Los fantasmas de Alepo: Cubriendo la Guerra Civil Siria entre los Rebeldes, el Régimen e ISIS.

## Aplicación móvil
El 17 de septiembre de 2014, VICE News lanzó una aplicación en inglés para dispositivos móviles con iOS.